# Estación de Salinas-Villanueva de Tapia
Salinas-Villanueva de Tapia es una estación ferroviaria situada en el municipio español de Archidona, en la provincia de Málaga, comunidad autónoma de Andalucía. En la actualidad las instalaciones no disponen de servicios ferroviarios. En torno a la estación existe una localidad, llamada Salinas.

## Situación ferroviaria
Las instalaciones se encuentran situadas en el punto kilométrico 49,6 de la línea férrea de ancho ibérico Fuente de Piedra-Bifurcación Riofrío, a 749 metros de altitud. El kilometraje se corresponde con el empleado por la histórica línea Bobadilla-Granada, que toma Bobadilla como punto de origen.

## Historia
La estación fue abierta al tráfico el 24 de agosto de 1871 con la apertura del tramo Archidona-Salinas de la línea que pretendía unir Bobadilla con Granada. Las obras corrieron a cargo de la Compañía del Ferrocarril de Córdoba a Málaga, que no logró completar el recorrido de la línea en tu totalidad hasta 1874 debido a la complicada orografía por la cual discurría el trazado. En 1877 la línea pasó a manos de la Compañía de los Ferrocarriles Andaluces. Dicha empresa gestionó la estación hasta la nacionalización de la red ferroviaria de ancho ibérico en 1941 y la creación de RENFE.
Desde enero de 2005 el ente Adif es la titular de las instalaciones, mientras que Renfe Operadora mantuvo los servicios ferroviarios.